# Woodway (Washington)
Woodway è una città degli Stati Uniti d'America, situata nello Stato di Washington, nella Contea di Snohomish.